# Picrodendraceae
Picrodendraceae, biljna porodica u redu malpigijolike Malpighiales. Sastoji se od blizu stotinu vrsta cvjetnica u suptropskim i tropskim područjima Nove Gvineje, Australije, Nove Kaledonije, Madagaskara, tropske Amerike i kontinentalne Afrike.

## Opis
Picrodendraceae uključuje jednodomne ili dvodomne polugrmove, grmove i malo do veliko drveće s jednostavnim ili dlanasto složenim lišćem; sitni, bez latica, uglavnom jednospolni cvjetovi; prašnika muških cvjetova malo ili čak do 55; jajnici 2-7-lokularni s biovulatnim lokulama; plod kapsulast i rastavljen ili koštunjav; sjemenke jedna ili dvije po mjestu; i obilan endosperm. Cvjetna struktura ukazuje na blizak odnos s Phyllanthaceae (ranije fam. Euphorbiaceae s.l., subfam. Phyllanthoideae), što je podržano u molekularnim filogenetskim analizama Euphorbiaceae (Wurdack et al. 2004; Wurdack & Davis 2009) i Malpighiales (Soltis et al. 2011.; Xi i dr. 2012.).

## Rodovi
- Tribus Podocalyceae G. L. Webster
  - Podocalyx Klotzsch (1 sp.)
- Tribus Caletieae Müll. Arg.
  - Subtribus Tetracoccinae G. A. Levin
    - Tetracoccus Engelm. ex Parry (5 spp.)

  - Subtribus Hyaenanchinae Müll. Arg.
    - Hyaenanche Lamb. (1 sp.)

  - Subtribus Dissiliariinae Pax & K. Hoffm.
    - Austrobuxus Miq. (21 spp.)
    - Dissiliaria F. Muell. ex Baill. (6 spp.)
    - Canaca Guillaumin (1 sp.)
    - Whyanbeelia Airy Shaw & B. Hyland (1 sp.)
    - Sankowskya P. I. Forst. (1 sp.)
    - Choriceras Baill. (2 spp.)
    - Longetia Baill. (1 sp.)

  - Subtribus Petalostigmatinae Pax & K. Hoffm.
    - Petalostigma F. Muell. (6 spp.)

  - Subtribus Pseudanthinae Müll. Arg.
    - Kairothamnus Airy Shaw (1 sp.)
    - Scagea McPherson (2 spp.)
    - Neoroepera Müll. Arg. (2 spp.)
    - Micrantheum Desf. (4 spp.)
    - Stachystemon Planch. (10 spp.)
    - Pseudanthus Sieber ex A. Spreng. (10 spp.)
- Tribus Picrodendreae Fawc. & Rendle
  - Subtribus Picrodendrinae G. L. Webster
    - Piranhea Baill. (4 spp.)
    - Parodiodendron Hunz. (1 sp.)
    - Picrodendron Planch. (1 sp.)

  - Subtribus Paivaeusinae Pax
    - Oldfieldia Benth. & Hook. f. (4 spp.)

  - Subtribus Mischodontinae Müll. Arg.
    - Aristogeitonia Prain (7 spp.)
    - Mischodon Thwaites (1 sp.)
    - Voatamalo Capuron ex Bosser (2 spp.)
    - Androstachys Prain (1 sp.)
    - Stachyandra J.-F. Leroy ex Radcl.-Sm. (4 spp.)